# ピエトロ・デラ・ヴェッキア

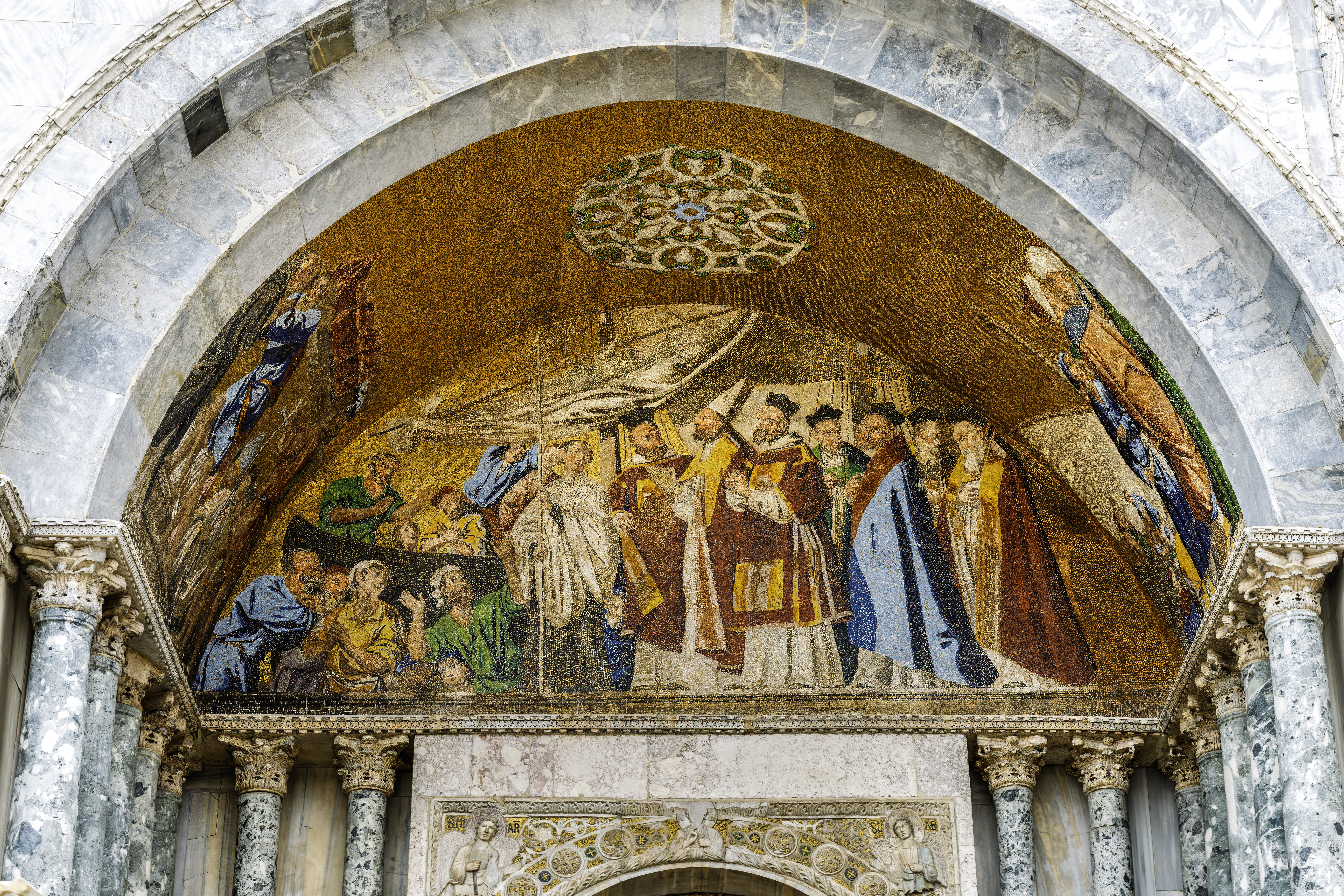
サン・マルコ寺院のモザイク装飾

ピエトロ・デラ・ヴェッキア（Pietro della Vecchia、1602年か1603年の生まれ、1678年9月8日没）は、イタリアの画家である。風俗画、肖像画、風刺画などを描いた。 16 世紀のイタリアを代表する画家の作品の「パスティーシュ（作風の模倣作品）」も制作した。 ローマでの短期間の滞在を除いて、人生のほとんどをヴェネツィアで過ごした。

## 略歴
1602年か1603年にヴィチェンツァで生まれたか、もしくは1605年にヴェネツィアで生まれたと考えられている。文書に名前が残っているのは1620年代の終わりにサンマルコのカルメル修道会のために仕事をして報酬を受けた記録が最初である。1629年から1640年の間、ヴェネツィアの画家組合の会員だった。最初の日付がはっきりしている作品は1633年のヴェネツィアの教会のために描かれた作品である。
画家、パドヴァニーノ（本名、アレッサンドロ・レオーネ・ヴァロタリ）の弟子であったとされる。パドヴァニーノは1614年からヴェネツィアで活動していた画家で、一世代前の主要なルネサンスの芸術家の絵画を模写をしたことで知られていて、デラ・ヴェッキアも、ティツィアーノやジョルジョーネといった16世紀のヴェネツィアの画家の作品に強い関心をもった。
デラ・ヴェッキアの初期の作品には、当時、多くの追随者を生むことになるカラヴァッジオの作品から影響を受けた画家のカルロ・サラチェーニ(1579–1620)やその弟子のジャン・ルクレール(Jean Le Clerc: c.1587-1633)の影響も見られるとされ、ルクレールは1622年にはヴェネツィアからフランスに戻っているため、デラ・ヴェッキアは1625年頃、パドヴァニーノの工房に入る前に、ローマで修行した可能性もある。1635年以後のデラ・ヴェッキアの作品ではパドヴァニーノの影響が支配的になっている。
デラ・ヴェッキアは、16世紀のヴェネツィアの巨匠のスタイルを巧みに模倣したことで知られていた。1630年にフランドル出身の画家で画商としても働いた、ニコラ・レニエの娘で、イタリア名がクロリンダ・レニエリ(Clorinda Renieri)という画家と結婚した。
宗教画を描いて1640年にヴェネツィアの公式画家(pitor ducal in San Marco)になり、サン・マルコ寺院のモザイク画の制作に長く携わった。

## 作品

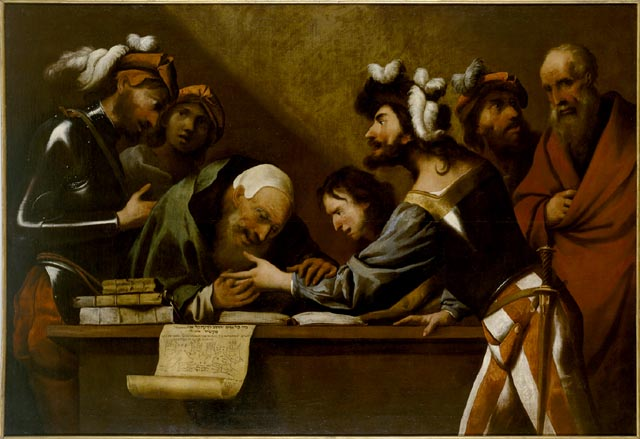
占い師 (1650s) Palazzo Chiericati Art Gallery
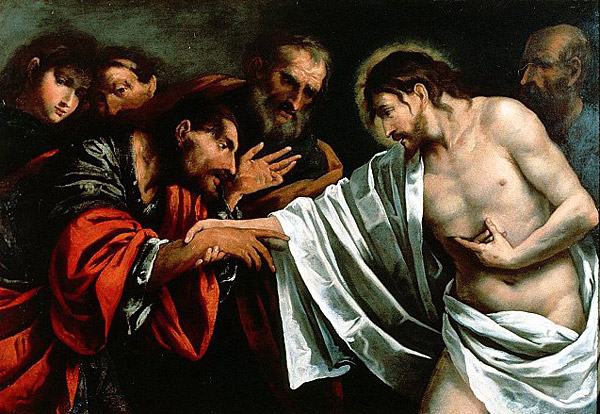
聖トマスの懐疑 (c.1670) Palazzo Thiene
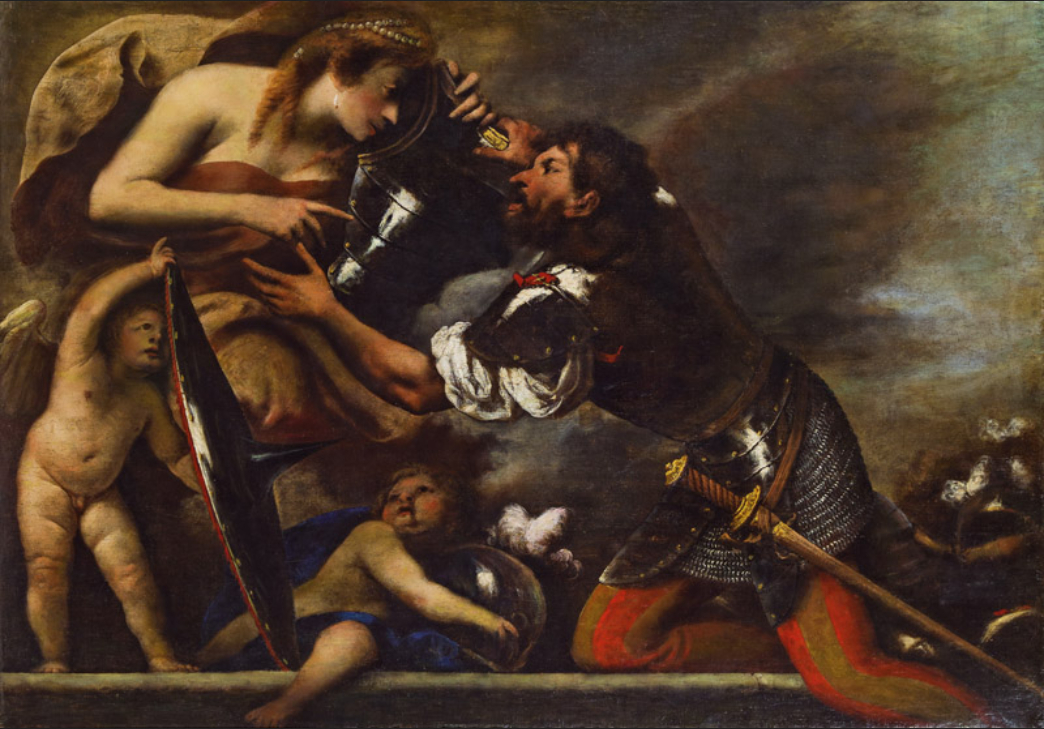
ヴィーナスとマルス

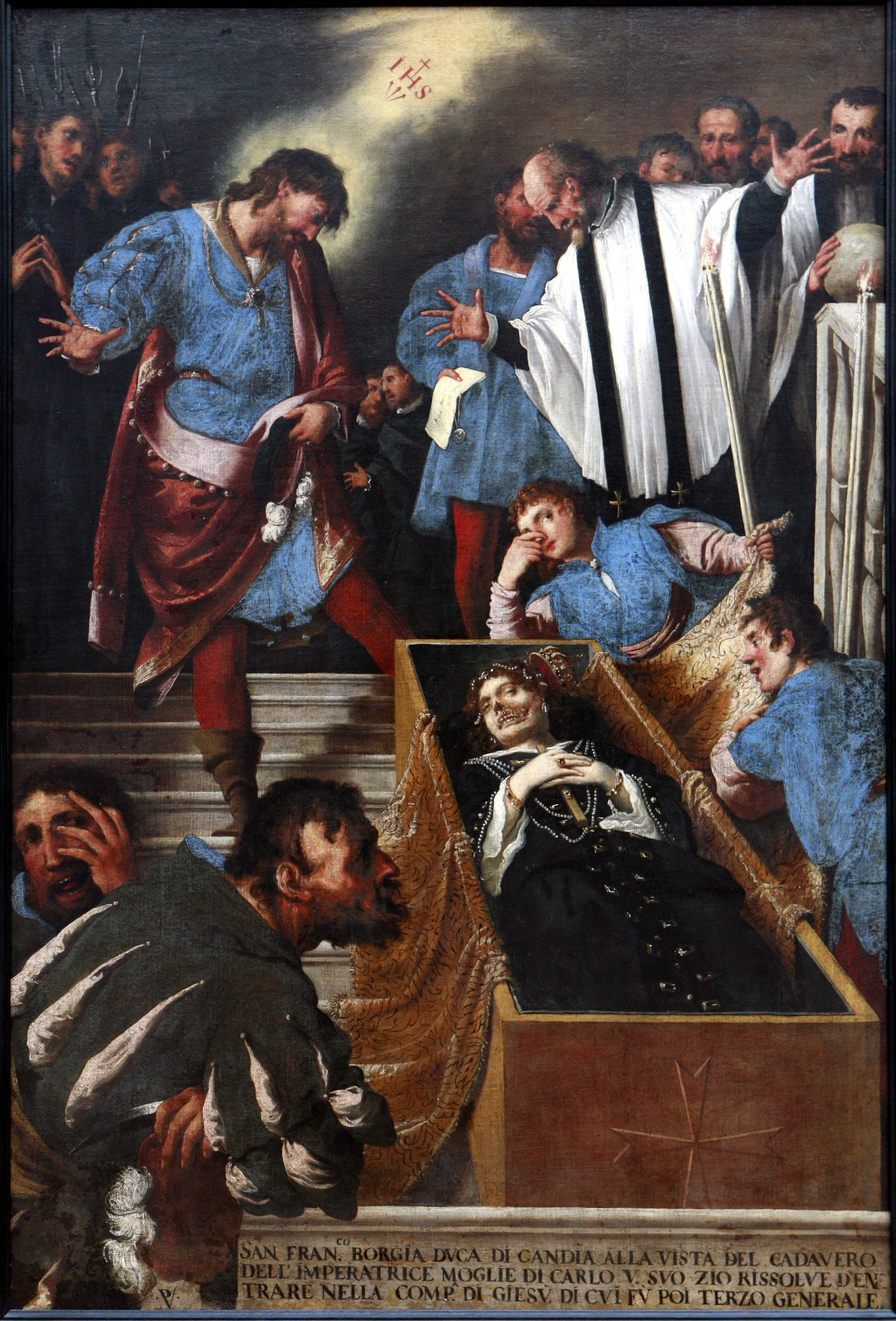
フランシスコ・ボルハの改宗 (1864-1874) Musée des Beaux-Arts de Brest
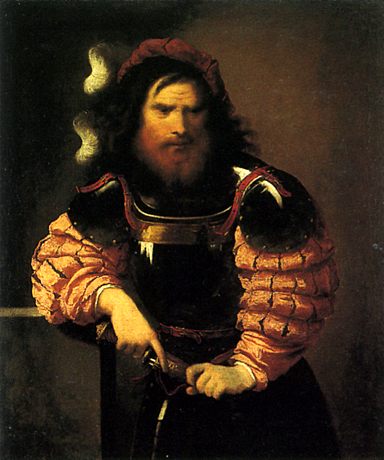
"red warrior" プラハ国立美術館
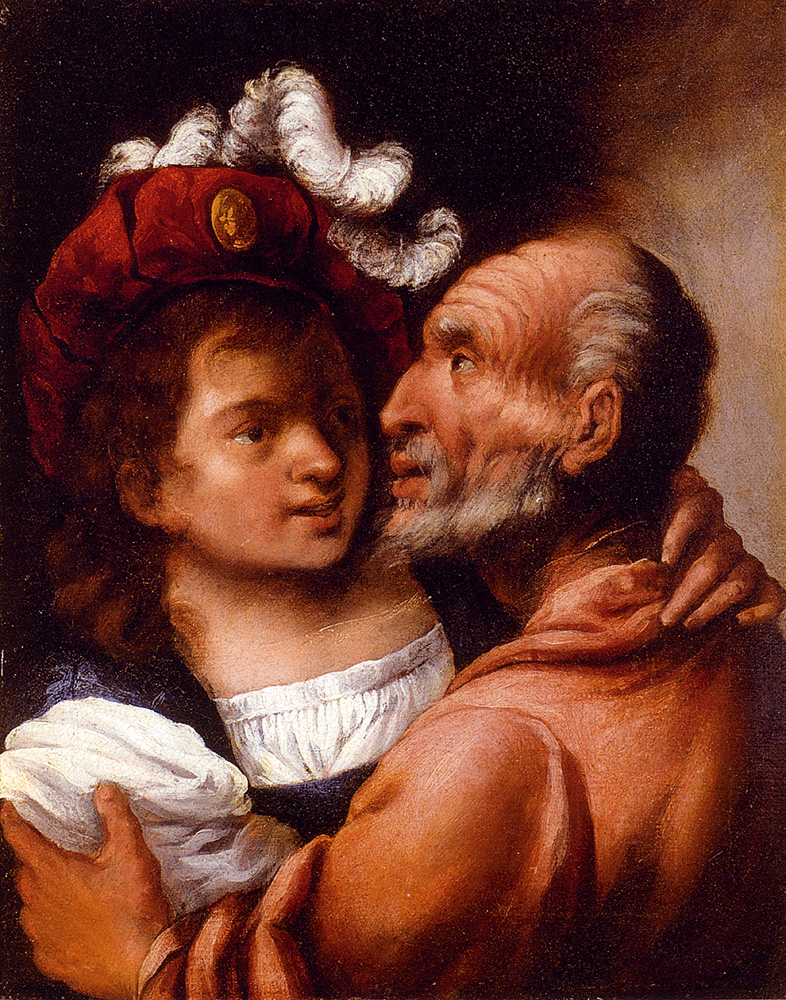
若さと老いの寓意画
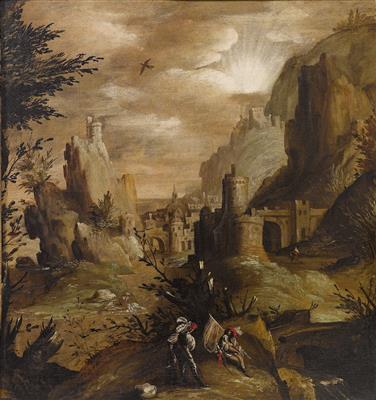
戦士のいる風景画